# Berengarius Raymond I van Barcelona
Berengarius Raymond I van Barcelona (circa 1005 - Barcelona, 31 maart 1035), bijgenaam de Bultenaar (Latijn: curvus; Catalaans: el Corbat; Spaans: el Corvado, el Curvo), was een graaf van Barcelona die eveneens de titels van graaf van Girona en Osona.
Hij leeft verder in de herinnering als een rechtvaardig man, die de vrede bewaarde in zijn graafschappen en een reis naar Rome maakte om de paus te ontmoeten, maar ook als een zwak en besluiteloos man die, geconfronteerd met de verzwakking van de grafelijke macht, niet wist hoe hierop te reageren.

## Biografie

### Jeugd
Berengarius Raymond werd tussen 1004 en 1006 geboren. Hij was de oudste zoon van de graaf van Barcelona, Raymond Borrell, en diens vrouw, Ermessenda, dochter van de graaf van Carcassonne, Roger I. Hij was aldus verwant met een van de machtigste families uit het zuiden van het koninkrijk Frankrijk. 
In 1016 werd in Zaragoza, dat toentertijd deel uitmaakte van het machtige koninkrijk Pamplona, het huwelijk tussen Berengarius Raymond en Sancha, de dochter van de graaf van Castilië, Sancho I van Castilië, vazal van de koning van Pamplona, Sancho III, afgesloten. Het huwelijk werd, ongetwijfeld, nog vóór 1021 geconsummeerd. 
Raymond Borell vertrouwde, voordat hij stierf, de macht toe aan zijn echtgenote, Ermessenda, die gedurende zijn minderjarigheid regentes was voor haar zoon Berengarius Raymond I.

### Regering

#### Het regentschap van Ermessenda van Carcassonne
Gravin Ermessenda voerde een ambitieus en agressief beleid tegen de taifa's. In 1018 legde ze, met de hulp van de Normandische troepen van Roger I van Tosny, een tribuut op aan Mujahid al-Amiri, de koning van de taifa Dénia en de Balearen. 
Na een akkoord met zijn moeder te hebben gesloten, die hem niet alleen de grafelijke macht wou laten overnemen, werd Berengarius Raymond in 1023 uiteindelijk meerderjarig verklaard. Hij kreeg hierbij hulp van zijn vrouw, Sancha. Deze had hem toen reeds twee zonen: Raymond Berengarius, geboren in 1023, en Sancho (of Sancho Berengarius).

#### De conflicten
Berengarius Raymond I voerde geen enkele grote expeditie aan tegen de taifa's en zijn regering werd niet gekenmerkt door nieuwe veroveringen, waardoor de Catalaanse kroniekschrijvers, zoals de schrijver van de Gesta comitum barchinonensium, niet zo'n hoge dunk van hem hadden. Hij deed echter meerdere veroveringen in de streek van Cervera en in de hoge vallei van Gaià. Maar hij moest ook het hoofd bieden aan meerdere invasies, in het bijzonder in de regio van Argençola.

#### De consolidatie van de grafelijke macht
De graaf hield zich vooral bezig met het consolideren van zijn bezittingen en het bewaren van de vrede, ook al werd hij geconfronteerd met het afbrokkelen van de grafelijke macht door opkomst van feodale heren. Daarom omringde hij zich met goede adviseurs, zoals de abt Oliba, promotor van de Gregoriaanse hervorming die bisschop van Vic was geworden in 1018. Men trof in zijn entourage het merendeel van de voornaamste geestelijken uit zijn domeinen aan, zoals de bisschop van Girona, Peter Roger van Carcassonne, en die van Barcelona, Déodat. Hij kon ook rekenen op juristen zoals Pons Bofill en Okra van Besora, de oom van zijn tweede vrouw.
In 1019 wist hij, met de hulp van abt Oliba, een overeenkomst te bereiken met de graaf van Empúries, Hugo I van Empúries. In 1023 sloot hij ook overeenkomsten met de graaf van Besalu, Willem I van Besalu, en de graaf van Cerdagne, Wilfred II van Cerdagne. In 1027 trad hij in het huwelijk met Gisela, de dochter van de landvoogd van Balsareny, Sunifred van Lluçà. Terwijl hij vanaf 1018 moeilijkheden ondervond met zijn neef, Armengol II, graaf van Urgell, wist hij zijn onderwerping en de erkenning van zijn leenheerschap in 1028 te bekomen. Berengarius Raymond onderhield ook goede relaties met zijn voormalige zwager, de koning van Pamplona, Sancho III. Hij ging naar Pamplona in 1027 en 1028, en, mogelijk ook, naar San Juan de la Peña in 1030. 
De graaf hield zich vooral bezig met de ontwikkeling van zijn gebieden. In 1025 garandeerde hij aan de inwoners van Barcelona en aan alle eigenaren van allodia de vrije eigendom van hun landen, en vooral het vervangen van elke andere jurisdictie dan de zijne. Hij versterkte aldus zijn gezag ten nadele van de lokale heren. Hij ondersteunde de Catalaanse kooplieden en liet nieuwe zilveren en Biljoengouden denarii slaan. Hij vertrouwde ook aan de goudsmid Bonhom het slaan van de gouden mancus toe: men koos voor de eerste keer in de regio voor de hervatting van het slaan van gouden munten, terwijl men dit in West-Europa had opgegeven en nog enkel zilveren munten sloeg. 
Berengarius Raymond ondersteunde tevens de verspreiding van de Gregoriaanse hervorming, met de steun van abt Oliba. Op 29 juni 1022 erkende hij de rechten van de abdij van Ripoll op het gebergte van Montserrat, waar in 1025 een klooster werd gesticht. Tegen het eind van 1032 trok Berengarius Raymond naar Rome, waar hij paus Benedictus IX ontmoette, in navolging van de politiek van zijn vader Borell om in de pausen een bondgenoot te vinden.

### Overlijden
Berengarius Raymond overleed op 31 maart 1035. In zijn testament, dat op 30 oktober 1033 was opgesteld, liet hij aan zijn oudste zoon, Raymond Berengarius, het gezag over zijn broers samen met het graafschap Girona en Barcelona tot aan de Llobregat na, terwijl Sancho het land tussen de Llobregat en de grens met de islamitische landen kreeg, met Olèrdola als hoofdstad. Willem kreeg het graafschap Osona, waar hij zich samen met zijn moeder, Gisela, naartoe begaf. Tot slot vertrouwde hij aan zijn moeder, Ermessenda, de rol van voogd van zijn oudste zoon, Raymond Berengarius, en het regentschap over de drie graafschappen toe.

## Huwelijken en kinderen
In 1021 trouwde Berengarius Raymond met Sancha Sánchez van Castilië, hoewel het huwelijk al in 1016 werd afgesloten in Zaragoza. Ze was de tweede dochter van de graaf van Castilië, Sancho I van Castilië, en zijn vrouw, Urraca. Ze hadden meerdere kinderen: 
- Raymond Berengarius I (circa 1023 - 1076), graaf van Barcelona en Girona (1035 - 1076), Osona (1054 - 1076), Carcassonne et Razès (1068 - 1076);
- Sancho van Olèrdola (? - ?), graaf van Olèrdola (1035 - 1054), vervolgens prior van Montserrat.

In 1027 trouwde hij voor de tweede maal met Gisela van Lluça, dochter van de landvoogd van Balsareny en kleindochter van de graaf van Barcelona Wifried I de Harige. Zij hadden samen drie kinderen:
- Willem Berengarius I van Osona (1028 - ?), graaf van Osona (1035 - 1054);
- Bernard Berengarius van Barcelona (? - ?);
- Sibylla (1035 - 1074), rond 1056 getrouwd met Hendrik van Bourgondië, zoon van de hertog van Bourgondië, Robert I.